# Binde, Altmarkkreis Salzwedel
Binde là một đô thị thuộc huyện Altmarkkreis Salzwedel, bang Saxony-Anhalt, Đức.